# Painted Rock Mountains
Die Painted Rock Mountains (auf Deutsch etwa Bemaltes Felsengebirge) sind ein kurzer, 24 km langer Gebirgszug in der nordzentralen Sonora-Wüste südwestlich von Phoenix, Arizona, im südwestlichen Maricopa County. Der Gila River fließt durch das zentrale nördliche Ende der Bergkette.
Die berühmte Painted Rock Petroglyph Site liegt am nordöstlichen Ende der Gebirgskette, in der Nähe des Painted Rock Reservoirs, und das Reservoir liegt am östlichen Ende des landwirtschaftlich genutzten Flusstals, das lokal als Lower Gila River Valley bezeichnet wird und sich ungefähr vom Colorado River bei Yuma im Westen bis zu dem Painted Rock Reservoir im Osten erstreckt. Der Gila River durchquert das gesamte südliche Arizona vom Südwesten New Mexicos aus und entwässert etwa die Hälfte von Arizona (den Süden).

## Gipfel und Landschaftsformen
Die höchste Erhebung des Gebirges mit einer Höhe von 461 Metern hat keinen Namen und befindet sich in der zentralen und östlichen Region des Gebirges. (Die Gebirgskette hat viele von Nordwesten nach Südosten verlaufende Bergkämme).